# The Hole (2001)
The Hole is een Britse thriller uit 2001 onder regie van Nick Hamm. Het verhaal is gebaseerd op dat uit het boek After the Hole van Guy Burt. The Hole werd genomineerd voor de prijs voor beste film op het Filmfestival van Sitges 2001. Keira Knightley werd voor haar rol genomineerd voor de Empire Award voor beste filmdebuut (hoewel het dat niet letterlijk was).

## Verhaal
Liz moet naar een psychologe nadat ze bebloed op school wordt aangetroffen. Ze vertelt de vrouw dat ze met drie klasgenoten in een ondergrondse, afgesloten bunker was, diep in de bossen. Ze zouden er drie dagen verblijven en dan zou Martyn de bunker openen. Hij kwam alleen nooit opdagen. Haar psychologe, Dr. Horwood, vermoedt sterk dat er iets niet klopt aan het verhaal wanneer de drie metgezellen van Liz dood worden aangetroffen in de bunker.

## Rolverdeling
| Acteur             | Personage                      |
| ------------------ | ------------------------------ |
| Thora Birch        | Liz Dunn                       |
| Desmond Harrington | Mike Steel                     |
| Embeth Davidtz     | Dokter Philippa Horwood        |
| Keira Knightley    | Frances 'Frankie' Almond Smith |
| Daniel Brocklebank | Martyn Taylor                  |
| Laurence Fox       | Geoff Bingham                  |